# Morcego-lanudo
O morcego-lanudo (Myotis emarginatus) é uma espécie de morcego da família Vespertilionidae.
Pode ser encontrada nos seguintes países: Afeganistão, Alemanha, Arábia Saudita, Argélia, Arménia, Áustria, Azerbaijão, Bélgica, Bósnia e Herzegovina, Bulgária, Croácia, Eslováquia, Eslovénia, Espanha, França, Geórgia, Grécia, Hungria, Irão, Israel, Itália, Jordânia, Cazaquistão, Quirguistão, Líbano, Macedónia, Marrocos, Montenegro, Omã, Países Baixos, Polónia, Portugal, República Checa, Roménia, Rússia, Sérvia, Suíça, Tadjiquistão, Tunísia, Turquia, Turquemenistão, Ucrânia e Uzbequistão.